# Groupe Millet
Pour les articles homonymes, voir Millet.
Le Groupe Millet est une entreprise française, dans le domaine ferroviaire, de location de wagons de marchandises. En 2019, il a racheté le constructeur Titagarh Wagons AFR, en difficulté, filiale française du groupe indien Titagarh Ltd.
Le groupe Millet dispose d'un parc de 27 locomotives diesel et de 7 700 wagons de marchandises, essentiellement des wagons céréaliers et pétroliers/chimiques.

## Histoire

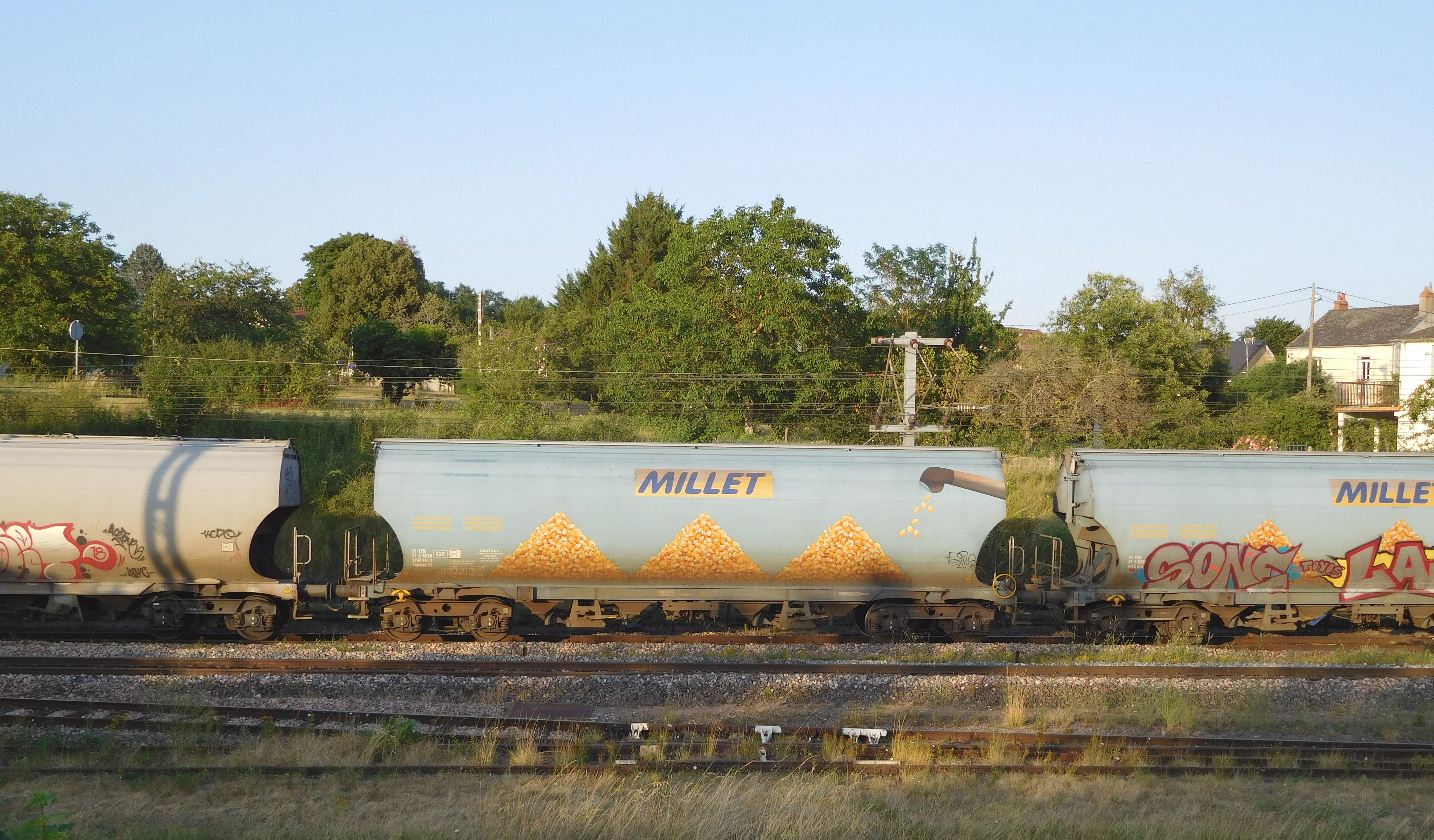
Un wagon céréalier aux couleurs de Millet.

C'est en 1898 que Paul Millet achète son premier wagon pour transporter du vin. La Première Guerre mondiale fera quelques destructions dans le parc de l'entreprise mais son frère Marcel Millet achète, en 1929, un atelier de construction de wagons située dans un quartier de Strasbourg, Koenigshoffen. Les dommages créés par les bombardements américains lors de la Seconde Guerre mondiale sont très importants puisque les consignes étaient de détruire toutes les gares et nœuds ferroviaires.
En 1963, Paul Millet vend son entreprise qui comptait alors déjà 1 500 wagons. Son fils, Marcel Millet, crée la même année la société Entreprise Marcel Millet SA ; sa flotte se compose de 100 wagons qui deviendront 280 en 1980.
En 1989, Philippe Millet, petit fils de Paul Millet, crée la société Millet SAS qui vient élargir les activités de l'entreprise Marcel Millet SA dans le domaine de la location de wagons-citernes pour le transport de matières dangereuses. Le développement de la société est rapide, beaucoup aidé par cette mode de la location dans tous les secteurs de l'économie. Le parc de wagons passe de 1 000 unités en 1993, à 2 000 en 2001 et à 3 000 en 2007.
Pour se diversifier, l'entreprise s'engage dans la location de wagons pour le transport de céréales et se développe à l'étranger en créant une filiale en Belgique, la RTCHEM.
En 2008, elle rachète les « Ateliers de Badan » implantés à Grigny dans le Rhône avec un siège social à Creutzwald.
Le 24 mars 2010, les Ateliers de Badan sont placés en liquidation judiciaire.
En 2011, le parc de wagons en location, toutes matières confondues, est de 4 000 unités.
En 2013, le groupe Millet exerce plusieurs activités :
- location de wagons industriels avec les sociétés Millet SAS, Entreprise Marcel Millet et RTCHEM ;
- location de locomotives avec Millet SAS, le parc est de douze locomotives Vossloh G.1206 louées à la société VFLI, filiale de la SNCF ;
- assistance et réparation avec la société Marcel Millet ;
- achat et revente de wagons avec les sociétés Millet SAS et Entreprise Marcel Millet ;
- investissements immobiliers avec la SCI de Chemin de Fer.

Le secteur du transport de fret ferroviaire a été très touché depuis 2008 par une chute importante de la demande qui s'est encore aggravée en 2012. Le groupe Millet a pourtant continué ses investissements en commandant 350 nouveaux wagons en 2013, 250 au constructeur Titagarh Wagons AFR à Douai, filiale du groupe indien Titagarh Ltd (en) et 100 à un constructeur roumain.

### Étapes de l'expansion du groupe
- Septembre 2005 : création d'une filiale en Belgique, la RTChem.
- 2008 : rachat des « Ateliers de Badan » à Grigny dans le Rhône.
- 2014 : reprise de la société SDH Fer[4], réparateur de wagons à Saint Denis-de-l'Hôtel près d'Orléans, en difficulté, environ huit cents unités par an.
- En décembre 2018, reprise des activités céréales de Colas Rail.
- Le 1er juillet 2019, Millet SA et Régiorail s'associent pour créer une société commune, OuestRail, qui prend une participation de 24,9 % dans OFP Atlantique[5].
- Août 2019, le groupe Millet, jusqu'alors spécialisé dans la location de wagons de marchandises, rachète la filiale française du groupe indien Titagarh Ltd (en) en administration judiciaire, le constructeur Titagarh Wagons AFR[1].
- Juin 2020, le groupe Millet, par la filiale Millet-Rail, reprend la totalité des activités fret de Colas Rail dans le secteur des agrégats
- Janvier 2022, le groupe Millet par la filiale SDH fer reprend l'atelier de Colas Rail à Saint-Varent (79) pour la maintenance locomotive.